# Eogyrinidae
Die Familie der Eogyrinidae war eine Gruppe von großen, vermutlich wasserbewohnenden Landwirbeltieren (Tetrapoda) des Karbons und frühen Perms. Sie werden zu den Embolomeri gestellt. Die Familie wurde von David Meredith Seares Watson bei der Neubeschreibung der Gattung Eogyrinus neu aufgestellt. Ihre Validität und Umschreibung sind umstritten.

## Merkmale
Die Familie wurde im Jahr 1987 durch die englische Paläontologin Jennifer Alice Clack neu definiert und umschrieben. Nach ihrer Definition sind unter anderem folgende Merkmale kennzeichnend: Der Schädel ist langgestreckt dreieckig, der Oberkiefer (Maxilla) gerade, ohne seitliche Ausbauchungen. Die Scheitelbeine besitzen auf der Unterseite eine Hohlkehle. Seine Oberfläche ist durch unregelmäßige Grübchen ornamentiert, die teilweise zusammenfließen. Ein ausgeprägter Mittelgrat fehlt sowohl ihnen wie den dahinter liegenden Postparietalen. Der für die Embolomeri typische hintere Fortsatz („tabular horn“) des Schädeldachs, vermutlich eine Ansatzstruktur für Muskeln, trägt klingenförmige Fortsätze. Das Tränenbein des Schädels ist sowohl vom Augenring wie von der Nasenöffnung durch eine Sutur getrennt. Es sind zwei große Meckel´sche Fenster etwa gleicher Größe im Unterkiefer vorhanden. Die Bezahnung ist variabel, oft sind zwei oder drei größere Zähne am Flügelbein ausgebildet.

## Gattungen und Arten
Clack bezieht folgende Arten und Gattungen in die Familie ein: Eogyrinus attheyi Watson (von ihr in die Gattung Pholiderpeton gestellt), Pholiderpeton scutigerum Huxley, Palaeoherpeton decorum (Watson) (Synonym: Palaeogyrinus decorus), Eobaphetes kansensis Moodie, Leptophractus obsoletus Cope, Neopteroplax conemaughensis Romer und Neopteroplax relictus Romer. Die Gattungen Eobaphetes, Leptophractus und Neopteroplax stammen aus nordamerikanischen Fundorten.
Schlecht erhaltene Funde aus der für ihre Insekten-Fossilien berühmt gewordenen Fossillagerstätte Ziegeleigrube Vorhalle in der Stadt Hagen (Nordrhein-Westfalen) wurden der Familie zugeordnet, ohne dass eine Zuordnung zu einer Gattung oder Art möglich gewesen wäre.

## Phylogenie und Systematik
Nach der Analyse von Clack wären die Eogyrinidae Schwestergruppe der Familie Anthracosauridae, die bei ihr als einzige Art Anthracosaurus russelli Huxley umfassen würde. In einer neueren Analyse mit umfassenderer Taxonabdeckung ist die Familie allerdings paraphyletisch. Auch das Schwestergruppen-Verhältnis von Pholiderpeton scutigerum und Eogyrinus attheyi, und damit die Zuordnung dieser Art zur Gattung Pholiderpeton, wird wieder in Zweifel gezogen.
Die Stellung der Embolomeri und damit auch der hier behandelten Gruppen im System der Tetrapoda ist noch nicht endgültig geklärt. Es erscheint aber gut möglich, dass sie mit den anderen „Anthracosauria“ eher in die Stammgruppe der Amnioten gestellt werden können. Eine nähere Verwandtschaft mit den modernen Amphibien besteht demnach vermutlich nicht. Die Stellung der (vermutlich monophyletischen) Embolomeri ist aber auch in einer neueren Analyse (2019) ungeklärt, eine Verwandtschaft zu den Amphibien kann nicht ausgeschlossen werden.